# Lista episoadelor din O lume dispărută (desen animat)
Aceasta este lista tuturor episoadelor desenului animat O lume dispărută, inspirat după romanul eponim scris de Sir Arthur Conan Doyle și publicat în anul 1912, care a fost difuzat în România pe canalul de televiziune Minimax la începutul și mijlocul anilor 2000. Serialul a avut doar un singur sezon cu 26 de episoade și a fost lansat în anul 2002. Fiecare episod are circa 24 de minute, cu tot cu intro și outro.

## Sumar
| Sezon | Sezon | Episoade | Difuzare originală Franța | Difuzare originală Franța | Difuzare în România | Difuzare în România |
| Sezon | Sezon | Episoade | Primul episod             | Ultimul episod            | Primul episod       | Ultimul episod      |
| ----- | ----- | -------- | ------------------------- | ------------------------- | ------------------- | ------------------- |
|       | 1     | 26       | noiembrie 2002            | N/A                       | N/A                 | N/A                 |

## Sezonul 1: 2002
| #  | Titlu                                                    | Regizat de       | Scris de                         | Premieră originală | Premieră, România | Sursă |
| -- | -------------------------------------------------------- | ---------------- | -------------------------------- | ------------------ | ----------------- | ----- |
| 1  | „Agitație” „All Shook Up”                                | François Brisson | Caroline R. Maria                | noiembrie 2002     | N/A               |       |
| 2  | „Magie neagră” „Black Magic”                             | François Brisson | Joan Scott Caroline R. Maria     | N/A                | N/A               |       |
| 3  | „Zona periculoasă” „Danger Zone”                         | François Brisson | Joan Scott Caroline R. Maria     | N/A                | N/A               |       |
| 4  | „Cheia spre orașul interzis” „Key to the Forbidden City” | François Brisson | Thomas Lapierre                  | N/A                | N/A               |       |
| 5  | „Un prieten la nevoie” „A Friend in Need”                | François Brisson | Thomas Lapierre                  | N/A                | N/A               |       |
| 6  | „Bestia zburătoare metalică” „The Metallic Flying Beast” | François Brisson | Anne-Marie Perrotta Tean Schultz | N/A                | N/A               |       |
| 7  | „Groapa cu comori” „Treasure Pit”                        | François Brisson | Anne-Marie Perrotta Tean Schultz | N/A                | N/A               |       |
| 8  | „Huarii” „The Huari”                                     | François Brisson | Caroline R. Maria                | N/A                | N/A               |       |
| 9  | „Să rămânem uniți” „Standing Together”                   | François Brisson | Joseph Mallozzi Thomas Lapierre  | N/A                | N/A               |       |
| 10 | „Se caută mama” „Mother Wanted”                          | François Brisson | Joseph Mallozzi Thomas Lapierre  | N/A                | N/A               |       |
| 11 | „Electricitatea” „Power Play”                            | François Brisson | Caroline R. Maria                | N/A                | N/A               |       |
| 12 | „Ucenicul” „The Apprentice”                              | François Brisson | Joan Scott                       | N/A                | N/A               |       |
| 13 | „Steaua protectorului” „The Protector's Star”            | François Brisson | Anne-Marie Perrotta Tean Schultz | N/A                | N/A               |       |
| 14 | „Jocurile războiului” „War Game”                         | François Brisson | Thomas Lapierre                  | N/A                | N/A               |       |
| 15 | „Zburătoare temerare” „Flying Aces”                      | François Brisson | Thomas Lapierre                  | N/A                | N/A               |       |
| 16 | „Foc și gheață” „Fire and Ice”                           | François Brisson | Joan Scott                       | N/A                | N/A               |       |
| 17 | „Singură” „Alone”                                        | François Brisson | Anne-Marie Perrotta Tean Schultz | N/A                | N/A               |       |
| 18 | „Inițierea” „The Initiation”                             | François Brisson | Thomas Lapierre                  | N/A                | N/A               |       |
| 19 | „Vulcanul” „Golden Opportunity”                          | François Brisson | Caroline R. Maria                | N/A                | N/A               |       |
| 20 | „Cerul înstelat” „Star Bright”                           | François Brisson | Jordan Wheeler                   | N/A                | N/A               |       |
| 21 | „Orașul de pe stâncă” „Cliffside”                        | François Brisson | Anne-Marie Perrotta Tean Schultz | N/A                | N/A               |       |
| 22 | „Întoarcerea huarilor” „Return of the Huari”             | François Brisson | Caroline R. Maria                | N/A                | N/A               |       |
| 23 | „Legenda lui Taycanamo” „Legend of Taycanamo”            | François Brisson | Thomas Lapierre                  | N/A                | N/A               |       |
| 24 | „Limpede ca un cristal” „Crystal Clear”                  | François Brisson | Jordan Wheeler                   | N/A                | N/A               |       |
| 25 | „Urmărirea” „The Chase”                                  | François Brisson | Anne-Marie Perrotta Tean Schultz | N/A                | N/A               |       |
| 26 | „Cuibul” „The Nest”                                      | François Brisson | Joan Scott Thomas Lapierre       | N/A                | N/A               |       |